# Goodwood Trophy 1949
De Goodwood Trophy 1949 was een autorace die werd gehouden op 17 september 1949 op het Goodwood Circuit in Chichester.

## Uitslag
| Positie | Rijder             | Team     | Ronden | Tijd/Opgave |
| ------- | ------------------ | -------- | ------ | ----------- |
| 1       | Reg Parnell        | Maserati | 10     | 16:39.6     |
| 2       | Peter Walker       | ERA      | 10     | + 6.0       |
| 3       | Bob Gerard         | ERA      | 10     | + 9.0       |
| 4       | David Hampshire    | Maserati | 10     | + 30.8      |
| 5       | Brian Shawe-Taylor | ERA      | 10     | + 32.4      |
| 6       | Cuth Harrison      | ERA      | 10     | + 46.8      |
| 7       | Joe Fry            | Maserati | 10     | + 55.6      |
| 8       | Richard Haberson   | Delage   | 9      | + 1 ronde   |
| 9       | Duncan Hamilton    | Maserati | 9      | + 1 ronde   |
| NF      | Tony Rolt          | Aitken   | 4      |             |
| NF      | Stirling Moss      | Cooper   | 2      |             |